# Momoyo
Momoyo (gestileerd weergegeven als momoyo) is een Vlaamse indierockband uit Gent. De formatie is grotendeels een voortzetting van Uncle Wellington dat werd opgeheven omdat de leden een herstart wilden maken.

## Geschiedenis
Momoyo werd in de zomer van 2019 opgericht als project van Jonas Bruyneel. Hij verzamelde de ex-leden van Uncle Wellington om zich heen en ging samen met hen werken aan de muziek. Na eerst de singles Breath en Colours uitgebracht te hebben, verscheen in september 2020 de debuut-ep Momoyo. Brian Lucey was verantwoordelijk voor de mastering. De productie lag in handen van Klaas Tomme en Filip Tanghe. De ep werd goed ontvangen door critici. Marc Alenus van daMusic merkte in zijn recensie op dat de nummers redelijk lang duren: "Kenmerkend voor de songs op deze ep is dat er telkens de tijd wordt genomen om tot rijping te komen." Filip Van Der Linden van Musiczine.net omschreef de plaat als "een muzikale ontdekkingstocht, een evenwichtsoefening, een verhalenbundel".
In 2022 bracht Momoyo de singles Bones, Mouth en Hands uit. Daarop volgde het full album Gaps in time bij Starman Records, geproduced door Jonas Bruyneel zelf, en begon de band aan een tournee door België, Nederland en het Verenigd Koninkrijk.

## Stijl
Bruyneel zocht naar een "fris en duister dansbaar geluid". De teksten gaan over de vraag wat de mens 'mens' maakt. Elke songtitel bestaat uit één woord.

## Discografie

### Ep
- Momoyo, 2022 (Starman Records)

### Album
- Gaps in time, 2022 (Starman Records)

### Singles
- Breath, 2020
- Colours, 2020
- Skin, 2020
- Bones, 2022
- Mouth, 2022
- Hands, 2022
- Shut, 2022
- Veins, 2023